# Spineda (Cremona)
Spineda is een gemeente in de Italiaanse provincie Cremona (regio Lombardije) en telt 641 inwoners (31-12-2004). De oppervlakte bedraagt 10,3 km², de bevolkingsdichtheid is 62 inwoners per km².

## Demografie
Spineda telt ongeveer 274 huishoudens. Het aantal inwoners daalde in de periode 1991-2001 met 3,0% volgens cijfers uit de tienjaarlijkse volkstellingen van ISTAT.
| Jaar | Inwoneraantal |
| ---- | ------------- |
| 1991 | 639           |
| 2001 | 620           |

## Geografie
Spineda grenst aan de volgende gemeenten: Commessaggio (MN), Gazzuolo (MN), Rivarolo del Re ed Uniti, Rivarolo Mantovano (MN), Sabbioneta (MN), San Martino dall'Argine (MN).